# フレディ・パチェコ
フレディ・アレクサンダー・パチェコ（Freddy Alexander Pacheco,  1998年4月17日 - ）は、ベネズエラのミランダ州アラグイタ出身のプロ野球選手（投手）。右投右打。MLBのデトロイト・タイガース傘下所属。

## 経歴

### プロ入りとカージナルス傘下時代
2017年11月にアマチュア・フリーエージェントでセントルイス・カージナルスと契約してプロ入り。
2018年、傘下のルーキー級ドミニカン・サマーリーグ・カージナルスでプロデビュー。ルーキー級ガルフ・コーストリーグ・カージナルスでもプレーし、2球団合計で20試合（先発1試合）に登板して4勝2敗5セーブ、防御率1.05、56奪三振を記録した。
2019年はA級ピオリア・チーフスでプレーし、41試合に登板して1勝4敗3セーブ、防御率4.12、90奪三振を記録した。
2020年はCOVID-19の影響でマイナーリーグの試合が開催されなかったため、公式戦の登板は無かった。
2021年はA級ピオリア、AA級スプリングフィールド・カージナルス、AAA級メンフィス・レッドバーズでプレーし、3球団合計で41試合に登板して1勝0敗11セーブ、防御率3.67、95奪三振を記録した。オフの11月19日にはメジャー契約を結んで40人枠入りした。
2022年はAA級スプリングフィールドとAAA級メンフィスでプレーし、2球団合計で50試合に先発して3勝7敗12セーブ、防御率3.05、84奪三振を記録した。

### タイガース傘下時代
2023年3月14日にウェイバー公示を経てデトロイト・タイガースへ移籍した。だが、開幕前に右肘を故障し、6月にはトミー・ジョン手術を受けたため、この年の公式戦登板は無かった。オフの11月17日にノンテンダーFAとなったが、12月18日にマイナー契約で再契約を結んだ。

## 投球スタイル
95～98mphを計測する速球と、80mph台中盤のスライダーで組み立てるツーピッチピッチャーであり、あと1つほど武器となる球種の習得が求められている。